# Денис Лактионов
Денис Лактионов е бивш руски и южнокорейски футболист, полузащитник. През 2003 г. получава корейско гражданство и името Лий Сеонг Нам.

## Кариера
Започва кариерата си в Сахалин Холмск във Втора лига, зона изток. За 2 сезона вкарва 29 гола, но отборът губи професионалният си статут и Денис решава да търси късмета си другаде. 19-годишният играч подписва с южнокорейския Сувон Самсунг Блууингс. В този отбор той печели редица трофеи, а през 1997 г. става играчът с най-много асистенции в шампионата. Лактионов става една от звездите на Сувон и печели 2 пъти Азиатската шампионска лига, 2 пъти титлата на страната, 1 национална купа и 3 пъти купата на лигата. През 1998 г. в повикан в олимпийския отбор на Русия, а през 2002 - и в първия тим, като записва 2 мача - срещу Беларус и Швеция. През лятото на 2002 г. е на проби в ЦСКА Москва, но до трансфер не се стига. В 2003 Денис преминава в Сонам Илхва Чхонма, получава корейско гражданство и става шампион на страната. През 2004 отборът му достига финал на Азиатската шампионска лига. През 2005 г. е даден под наем на Бусан Ай Парк, но записва само 4 мача. На следващия сезон се завърща в Сувон Самсунг Блууингс и е включен в идеалния отбор на Сувон по случай 10 годишнината от основаването на отбора. През декември 2007 преминава в Сибир Новосибирск, като след края на договора си решава да сложи край на кариерата си. През 2011 г. влиза в треньорския щаб на Том Томск като преводач на корееца Ким Нам Ил, а също така е картотекиран и като футболист. Лаки записва и 1 мач - срещу Спартак Налчик. От лятото на 2012 г. е играч на ФК Гангуон.